# Zilant

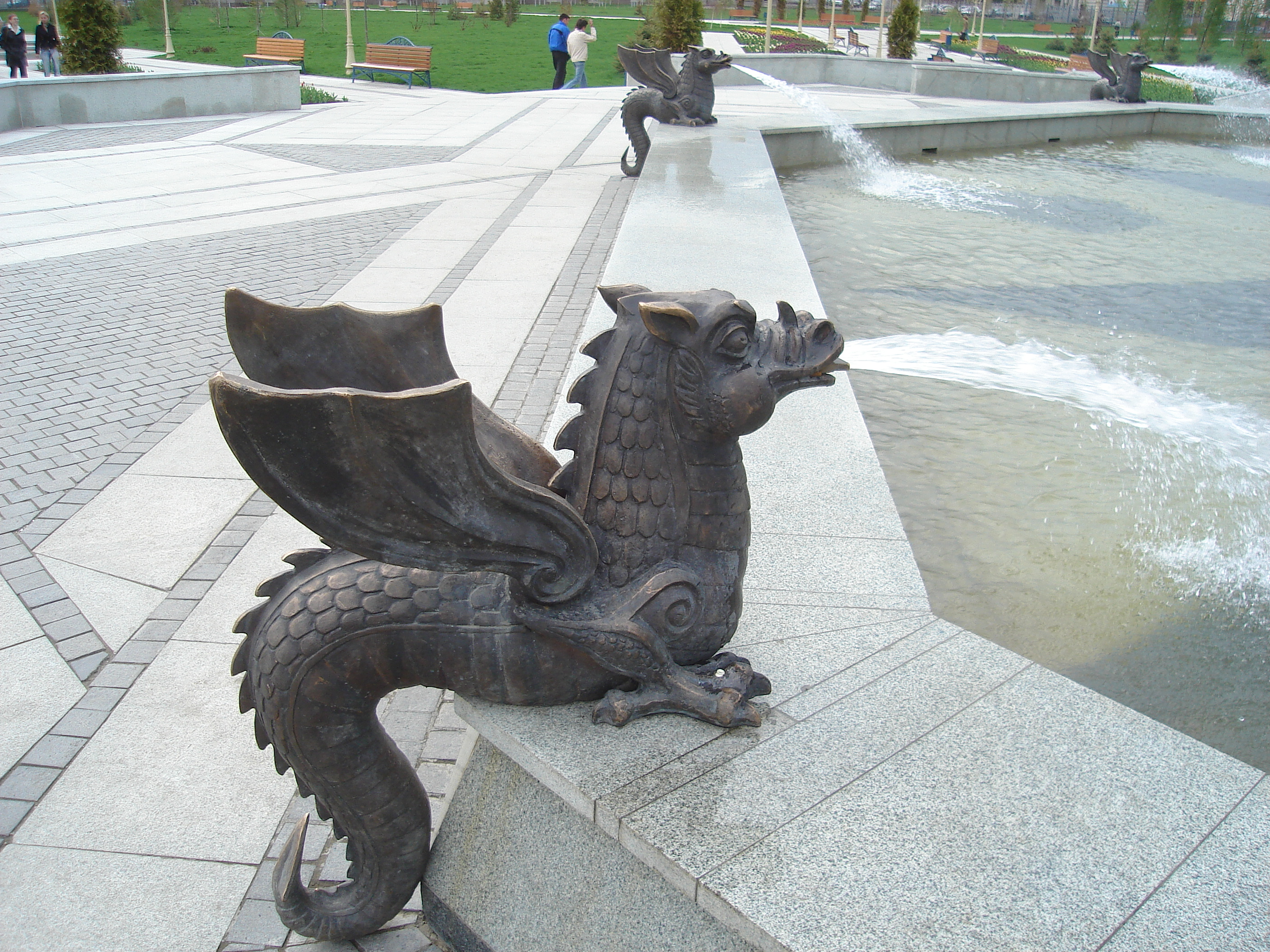

Le Zilant est une créature légendaire apparenté aux dragons et aux vouivres. Depuis 1730, il est le symbole de Kazan. Ce serpent ailé fait partie du folklore tatar et russe et est mentionné dans les légendes de la fondation de Kazan. 

## Étymologie
Le mot Zilant est la transcription du russe Зилант, lui-même dérivant du tatar yılan/елан [jɯlɑn`] (« serpent », parfois prononcé [ʓɯlɑn`]).
Les Tatars utilisent eux fréquemment le terme persan Ajdaha (Dragon) ou Ajdaha-yılan (« Serpent-dragon »). Selon Idel-Ural[Quoi ?], tout serpent vivant cent ans se transforme en dragon Ajdaha.

## Légendes
La plupart des légendes concernant Kazan sont contradictoires, et le Zilant ne fait pas exception. Il y a plusieurs variantes de la légende de Zilant.
Une première histoire raconte qu'une belle demoiselle s'était mariée à un résident de l'ancienne Kazan (Iske Qazan (en)). Elle devait aller chercher de l'eau à la rivière Kazanka, et se plaignit au khan local de ce que sa capitale était vraiment mal située ; elle lui conseilla de la déplacer à la colline de Zilantaw, et le khan tomba d'accord avec elle. Cependant, la colline était infestée de nombreux serpents « gros comme des bûches ». Leur chef était un serpent gigantesque à deux têtes, le Zilant. Une de ses têtes ne mangeait que de l'herbe, alors que l'autre avalait des vierges et des enfants. Un sorcier conseilla au khan de dresser un bûcher de paille et de bois près de la colline. Au printemps, les serpents sortirent de leurs refuge hivernal et montèrent sur la pile de paille. Un chevalier errant, ou batyr, fut envoyé mettre le feu au bûcher, et tous les serpents furent brûlés. Cependant, le gigantesque serpent à deux têtes réussit à s'échapper vers les lacs Kaban (en). Si on en croit cette histoire, le serpent vit encore dans les eaux du lac, et de temps en temps, se venge sur les habitants. Selon d'autres légendes, le serpent géant s'est transformé en Diü, un esprit qui fonda un royaume englouti dans les eaux du lac, et protège les trésors de la reine Söyembikä.
On raconte aussi que Zilant ne s'est pas échappé vers le lac, mais qu'il a essayé de se venger du chevalier errant, qui avait entretemps parcouru 50 verstes au-delà de Kazan. Au cours du combat qui s'ensuivit, Zilant coupa le héros en six morceaux. Le chevalier avait cependant réussi à blesser le dragon de sa pique empoisonnée, et Zilant finit par mourir.
Il existe également une légende au sujet du retour de Zilant à Zilantaw. Zilant se serait rétabli dans une grotte à proximité de la colline. Le dragon volerait parfois au-dessus de la ville et boirait l'eau du lac Noir. Au début, les habitants de la ville lui payaient un tribut, puis auraient réussi à la tuer avec l'aide d'un magicien.

## Interprétations
L'historien populaire Lev Goumilev a mis en exergue dans son ouvrage Les anciens Turcs que les Kipchaks (en), l'un des peuples dont sont originaires les Tatars modernes, venait de la vallée de Zheliang dans les montagnes de l'Altaï. Selon lui, les montagnes de Zheliang et le foyer de peuplement de Zheliang ont reçu leur nom d'après Zilant le Serpent Blanc. Si la thèse de Lev Goumilev était avérée, le dragon de Kazan devrait alors être considéré comme un reste d'un ancien totem des peuples turcs.
Ces serpents volants sont aussi connus à Bolghar, Suar (en), Bilär et dans les autres villes du Khanat bulgare de la Volga. Dans leur majorité, ces serpents étaient bienveillants. Cependant, à proximité des forteresses de Kazan, Alabuğa et Cükätaw (en), les légendes au sujet de monstres volants foisonnent. 
Beaucoup de chercheurs croient que Zilant, comme les autres serpents volants, symbolisait les dirigeants mal intentionnés des peuples païens avoisinants. Le bûcher légendaire sur lequel les serpents ont été brûlés pourrait symboliser la victoire de l'Islam sur le paganisme. Les sceptiques disent que les Bulgares ont répandu à dessein ces légendes dans leurs régions frontières afin d'effrayer leurs voisins.
Il y a également des spéculations sur les origines de Zilant, qui l'apparenteraient non pas au Serpent Blanc, mais au « Faucon » (Börket), une image similaire au Zilant d'une époque plus reculée.

## Le Zilant en tant que symbole d’État

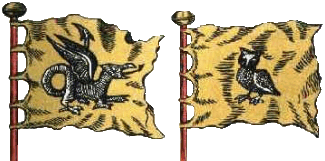
Drapeaux tatars

Comme l'Aq Bars (en), le Zilant pourrait avoir été un symbole du Khanat bulgare de la Volga avant l'invasion mongole (en). Mais le Zilant pourrait avoir figuré sur les emblèmes du Khanat de Kazan.
Après la conquête de Kazan en 1552, Ivan le Terrible a adopté l'image du Zilant avec le titre de khan de Kazan. Le Zilant apparaissait aussi sur le sceau du Faux Dimitri ainsi que sur le drapeau d'Alexis Ier. Les premières images russes représentent le Zilant avec une seule tête, quatre pattes de poulet, un corps d'oiseau et une queue de serpent. Cette représentation relève davantage du cocatrix que du dragon.
En 1730, un décret impérial a établi le Zilant comme blason du Gouvernement de Kazan. Il était décrit dans le décret comme « d'argent, au serpent de sable ailé de gueules, portant la couronne d'or de Kazan ». En tant que blason de Kazan, le Zilant fut intégré au blason de l'Empire russe. Il a également été ajouté aux blasons de toutes les villes de la province de Kazan. Le Zilant apparaissait également sur le blason de Kachira, ville située au sud de Moscou, parce qu'elle était l'apanage du khan exilé Ghabdellatit de Kazan (en) au XVIe siècle. Après 1917, le gouvernement de Kazan a été dissout, et avec lui, tous les emblèmes impériaux où apparaissait le Zilant.

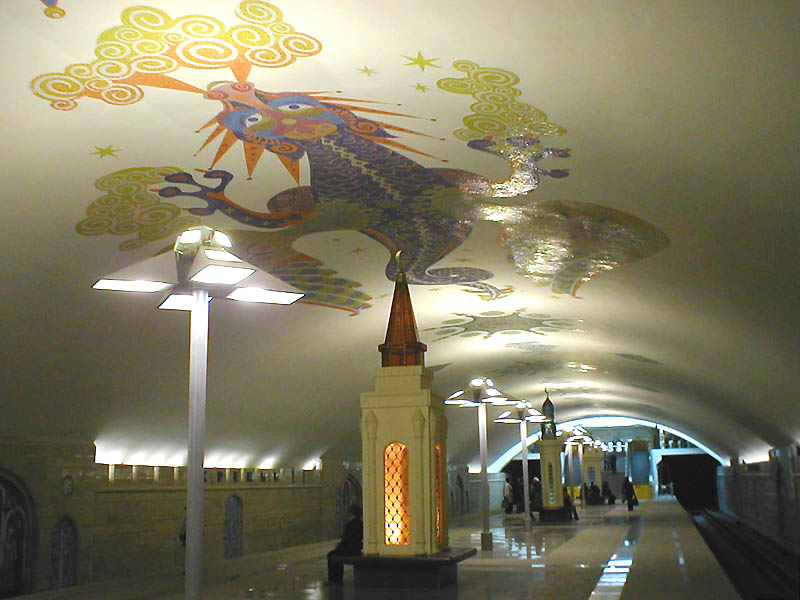
Détail d'une station du métro de Kazan.

Blason de Moscou

Les discussions pour rétablir le Zilant comme symbole de la ville ont repris dans les années 1990. Les partisans du Zilant se référèrent à l'emblème du Khanat de Kazan. Certains nationalistes tatars ont cependant rejeté le Zilant en tant que symbole malfaisant et agressif, désobligeant pour les Tatars. Ils soulignèrent également que le Zilant pourrait être assimilé au dragon terrassé par saint Georges, représenté sur le blason de Moscou. Selon cette interprétation, saint Georges symboliserait les Moscovites et le dragon serait Kazan.
Au cours du millénaire de Kazan en 2005, le Zilant fut réinstauré comme symbole de Kazan. Il figure maintenant sur le blason et sur le drapeau de la ville.

### Photographies

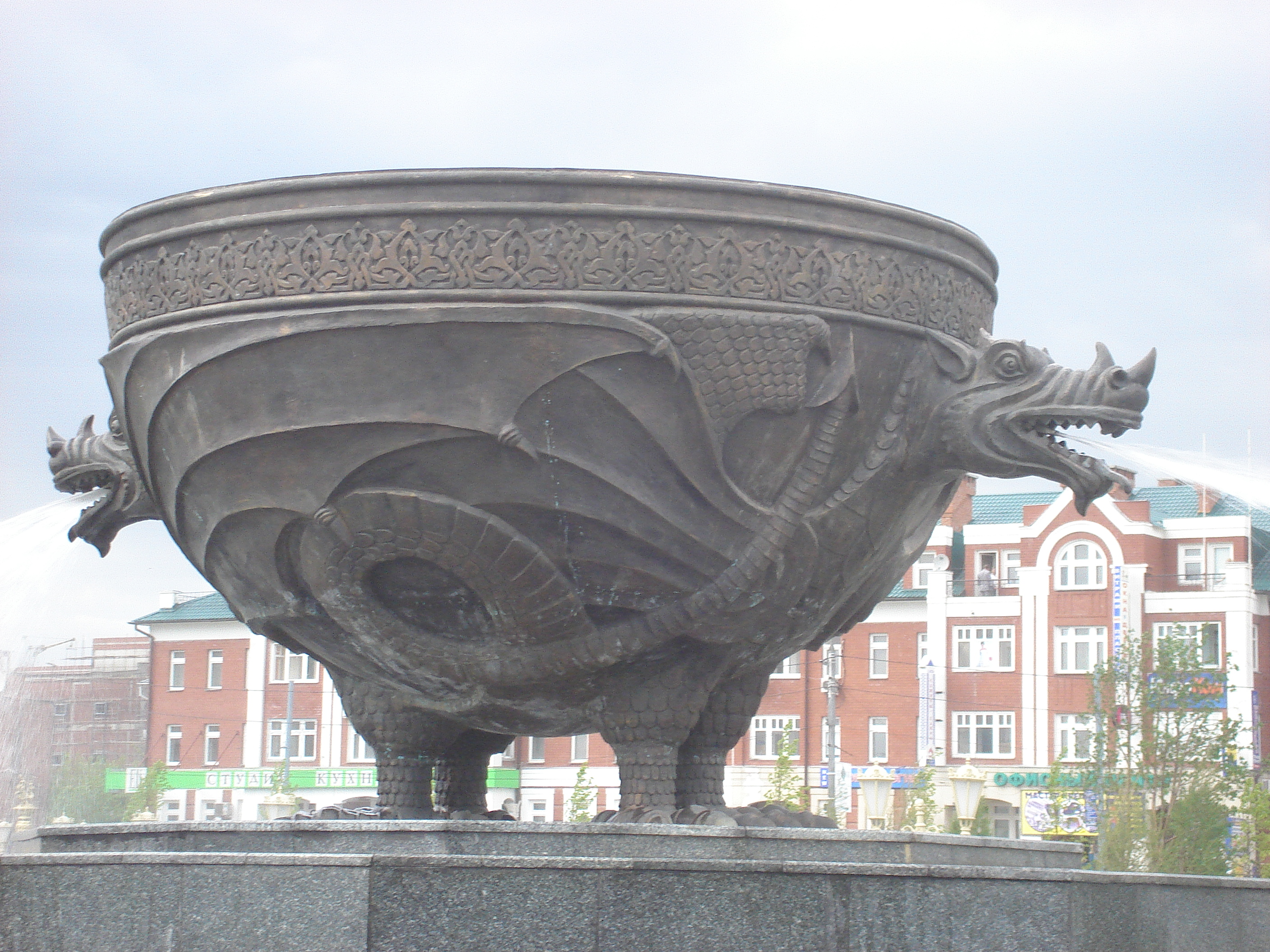
Détail de la fontaine
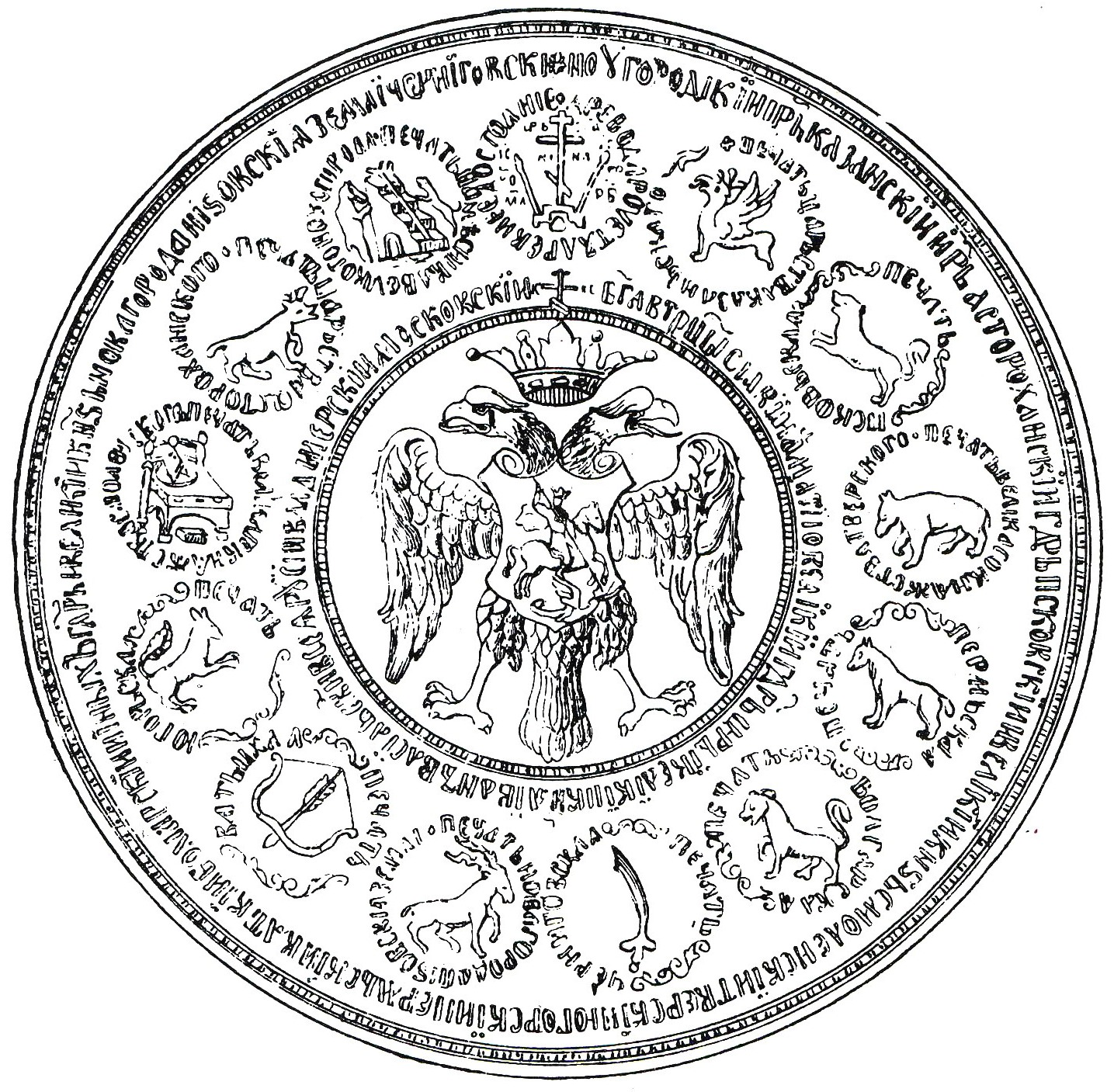
Un sceau d'Ivan IV
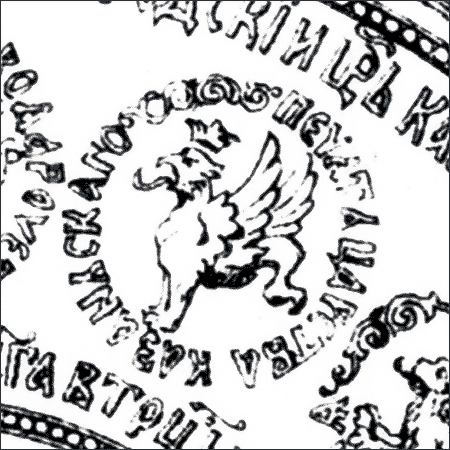
Détail du sceau

#### Blasons

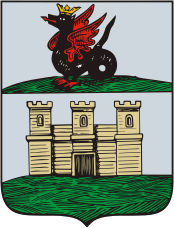
Arsk/Arça (1781)
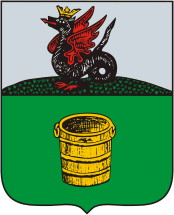
Tchistopol/Çístay (1781)
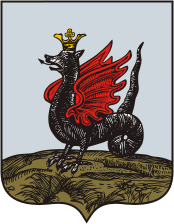
Kazan/Qazan (1781)
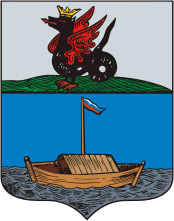
Laïchevo/Layış (1781)
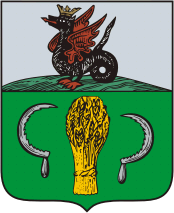
Mamadych/Mamadış (1781)
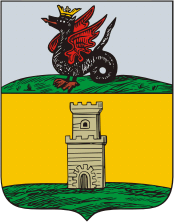
Bolgar/Bolğar (1781)
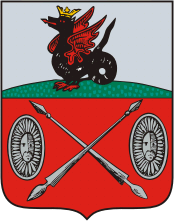
Tetiouchi/Täteş (1781)
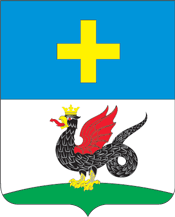
Kachira dans l'Oblast de Moscou, 1998